# Proval
Le Proval (en russe : Провал) est un golfe du lac Baïkal, dans le raïon de Kabansk de la Bouriatie, en Russie. Formé à la suite d'un tremblement de terre en 1862, il se situe au nord-est du delta de la Selenga. 

## Géographie
Le golfe de Porval est un golfe du lac Baïkal, située administrativement dans le raïon de Kabansk, raïon de la république de Bouriatie, un sujet en Sibérie de la Russie,.
Le golfe a une forme presque triangulaire, et son littoral s'étend sur environ 45 km. Il part du cap Oblom au nord-est et se termine au cap Khrebtovski, le point extrême nord-ouest du delta de la Selenga), au sud-ouest. La profondeur de la baie varie de 0,5 m à 1,5 m, à 3 m à 3,5 m et, à certains endroits, jusqu'à 5 m à 6 m. Le côté de la baie adjacent aux eaux du bassin central du lac Baïkal s'étend entre ces caps sur 28 km et est séparé du lac par une chaîne d'îles étroites et longues qui composent le haut-fond de Sakhaline et sont séparées par de petits canaux (Malaïa Prorva, Bolchaïa Prorva, Oblomskaïa Prorva, etc.). Les îles séparant le golfe de la partie principale du lac Baïkal portent le nom des anciens propriétaires des parcelles de terres.
Les rives sud-ouest du golfe sont formées par les embouchures de nombreux canaux du delta de la Selenga, formant des îles marécageuses. Les rives sud-est ne sont pas disséquées, leur composition est sablonneuse et caillouteuse, et au nord elles sont boisées et marécageuses par endroits. Les rivières Bolchoï Doulan, Sergueïevka, Oïmour et Syraïa Molka se jettent aussi dans le golfe,.

## Formation
La formation du golfe est récente, s'étant produite après un tremblement de terre de magnitude 10 à l'épicentre dans la nuit du 31 décembre 1861 (12 janvier 1862) au 1er janvier 1862 (13 janvier dans le calendrier grégorien). Lors de ce séisme, la steppe de Tsagan, d'une superficie de 200 km2, s'enfonça sous les eaux du lac Baïkal. La partie nord de l'actuel Proval avant sa formation était une baie du Baïkal, appelée Vieux golfe. Lors de l'évènement, l'eau a commencé à sortir des fissures formées lors des secousses à la surface. Les résidents locaux ont été évacués d'urgence de la zone inondée, n'emportant que l'essentiel. Environ 1 300 habitants de cinq oulous bouriates ont été touchés.

## Protection environnementale
Le territoire du golfe est inclus dans la zone centrale protégée du lac Baïkal, ainsi que sur la liste du patrimoine mondial de l'UNESCO . La réserve naturelle de Kabansk, fondée en 1973, est située dans le delta de la Selenga et sur ses pourtours, comprenant le golfe (depuis 1985, sous la juridiction de la réserve naturelle du Baïkal),. 